# Legend Land
Legend Land is een ep door de Symfonische metal band Leaves' Eyes. Het was uitgebracht op 2 juni 2006 als een opvolger van Vinland Saga. Bijna alle zang nam de zangeres Liv Kristine voor haar rekening, maar er komen ook grunts in voor, in de nummers Legend Land, Vikings Word, en The Crossing. De grunts worden gezongen door Alexander Krull.

## Tracks
Alle teksten zijn geschreven door Liv Kristine, alle muziek is geschreven door Alexander Krull, Chris Lukhaup, Thorsten Bauer & Mathias Roderer.
| Nr. | Titel                          | Duur |
| --- | ------------------------------ | ---- |
| 1.  | Legend Land                    | 3:43 |
| 2.  | Skraelings                     | 3:34 |
| 3.  | Viking's Word                  | 3:35 |
| 4.  | The Crossing                   | 3:18 |
| 5.  | Lyset                          | 2:15 |
| 6.  | Legend Land (Extended Version) | 4:43 |

## Personeel

### Leaves' Eyes
- Liv Kristine: Vrouwelijke zang
- Alexander Krull: Programmering, Grunts
- Thorsten Bauer: Gitaren
- Mathias Roderer: Gitaren
- Chris Lukhaup: Bass
- Moritz Neuner: Drums, Percussie

### Gastmuzikanten
- Timon Birkhofer: Cello
- Sarah Nuchel: Viool